# Kirkjufell
För andra betydelser, se Kirkjufell (olika betydelser).

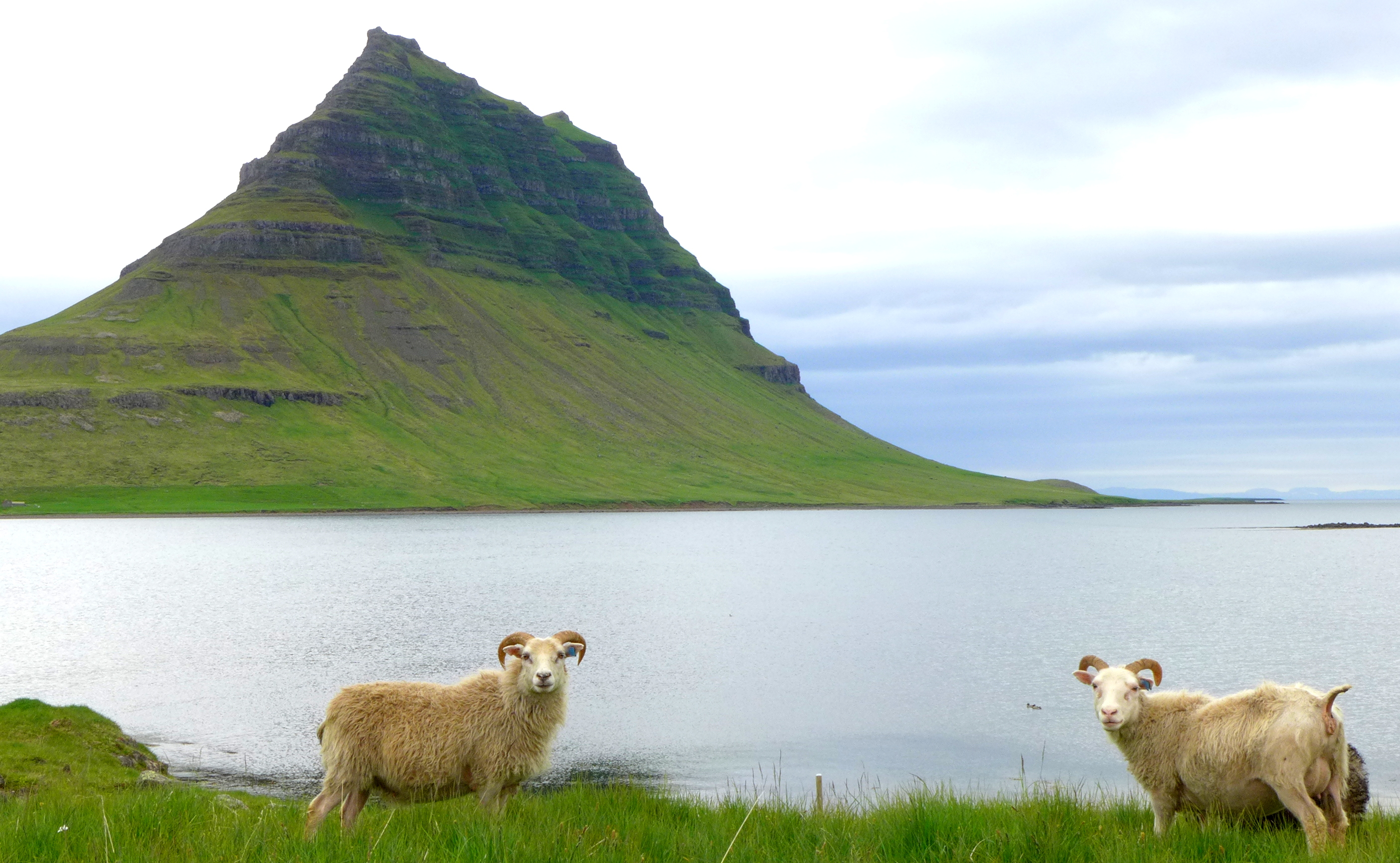
Kirkjufell

Kirkjufell (isländska: Kyrkberget) är ett 463 meter högt berg på Snæfellsneshalvöns norra kust på Island, nära staden Grundarfjörður.